# Mermerus thorelli
Mermerus thorelli is een hooiwagen uit de familie Assamiidae.